# Odontacolus doddi
Odontacolus doddi är en stekelart som beskrevs av Austin 1981. Odontacolus doddi ingår i släktet Odontacolus, och familjen Scelionidae. Inga underarter finns listade.